# Reserva Río Palenque
La Reserva Río Palenque es una reserva privada establecida en Ecuador. Esta estación de investigación fue establecido por la universidad de Miami en 1970 y comprada por la Fundación Wong que construyó un hermoso Ecolodge en 2002 para el confort de los observadores de aves interesado en este bosque húmedo.
Se encuentra en la principal carretera entre Santo Domingo y Quevedo en km 56 poco más allá de la ciudad de Patricia Pilar.  
Esta reserva se encuentra a 200 m s. n. m. y cuenta con 100 hectáreas de bosque primario que es considerado como el último remanente de bosque húmedo en esta área fuertemente agrícola. El bosque tiene muchos senderos bien mantenidos que pueden facilitar el acceso hasta la orilla del río. 